# Gerardo Machado
Pour les articles homonymes, voir Machado.
Gerardo Machado y Morales, né le 28 septembre 1871 à Camajuaní et mort le 29 mars 1939 à Miami Beach, est le président de Cuba de 1925 à 1933 et un général de la guerre d'indépendance cubaine et homme d'État. Il fut également le gérant de la succursale à La Havane de la General Electric Company.

## Biographie

### Carrière politique
En 1925, Gerardo Machado devient président avec le soutien du Parti libéral et des États-Unis. Il ne tarde pas à modifier la constitution afin que son mandat devienne renouvelable.
Il dirige le pays d'une main de fer jusqu'en 1933, supprimant la liberté de la presse et réprimant l'opposition. La police secrète est organisée de manière à exercer un étroit contrôle sur le pays et les hommes de main du régime, les porristas, font le coup de feu en pleine ville, assurés de l'impunité.
La police use à Cuba de méthodes similaires à celles de la loi mexicaine du 25 janvier 1862 promulguée par le président Benito Juárez qui, dans son article 28, ordonne d'abattre un prisonnier qui prend la fuite.
Procédé permettant l'élimination de nombre d'opposants gênants. Certains prisonniers sont même jetés aux requins.
Son admiration avouée envers Benito Mussolini et l'usage de corps paramilitaires protégés par l’État alors qu'il gouvernait lui valent d'être décrit comme un « fasciste tropical » ou un « Mussolini tropical ».
Le tourisme en provenance des États-Unis se développe considérablement. En revanche, la production agricole s'écroule au début des années 1930. Il mène un ambitieux programme d'équipement public (notamment la carretera central, qui traverse l'ile sur toute sa longueur, et un capitole de marbre pour un prix démesuré) ce qui entraine une forte augmentation de la dette publique. Les mouvements étudiants, les syndicats et les mouvements d'inspiration socialiste résistent à la dictature, ce qui aboutit à sa chute en 1933. Il fuit aux Bahamas le 12 août 1933, Le 12 août 1933, Cuba a un nouveau président.
Sans revenir pour faire de la politique, il mourut à Miami Beach en 1939. Sa dépouille fut inhumée au cimetière et mausolée Caballero Rivero Woodlawn Park North.